# Hortensia von Moos
Hortensia von Moos (Maienfeld, 1659 – Maienfeld, 2 luglio 1715) è stata una scrittrice svizzera.

## Biografia
Hortensia von Moos nacque a Maienfeld, figlia dell'avvocato Gubert von Salis e di sua moglie Ursula. Cominciò a studiare con un precettore, proseguendo gli studi da autodidatta. Nel 1682 sposò Rudolf Gugelbeg, che morì in guerra dieci anni dopo; la coppia ebbe alcuni figli, ma nessuno sopravvisse fino all'età adulta.
Impegnata in scambi epistolari con i maggiori intellettuali germanofoni, tra cui il teologo Johann Heinrich Heidegger e il naturalista Johann Jakob Scheuchzer, Hortensia von Moos fu una studiosa a tutto tondo, esperta in medicina e teologia, attiva anche come apologista del proprio sesso. Curava gli abitanti del posto con la medicina naturale e fu probabilmente una delle prime donne ad eseguire un'autopsia, dopo la morte di una serva.